# Fårören, Kyrkslätt
Fårören är en ö i Finland. Den ligger i Finska viken och i kommunen Kyrkslätt i den ekonomiska regionen  Helsingfors i landskapet Nyland, i den södra delen av landet. Ön ligger omkring 19 kilometer väster om Helsingfors.
Öns area är 1 hektar och dess största längd är 190 meter i öst-västlig riktning.